# Emílie Ujková
Emílie Ujková-Maýrová, známa též pod iniciálami E. M. Ugka či pod pseudonymy Vědoslav Pražský nebo J. Pražský (1819 Vysoké Mýto – 30. září 1874 Praha) byla česká divadelní činovnice, překladatelka divadelních her a operních libret z italštiny, francouzštiny a němčiny, manželka hudebníka Jana Nepomuka Maýra.

## Život

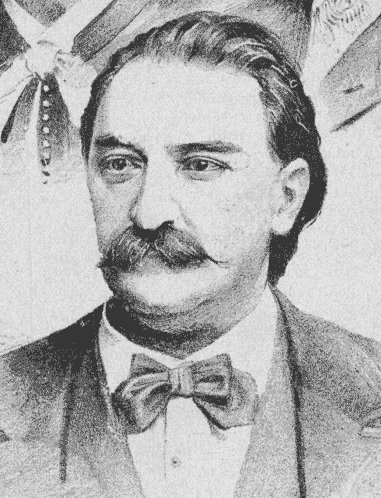
Manžel Jan Nepomuk Maýr

Narodila se ve Vysokém Mýtě pravd̟ěpodobněji než v Praze, protože v Praze žádný jiný člen rodiny není doložen až do dostalo se jí jazykového vzdělání. Provdala se za divadelního kapelníka a pozdějšího prvního ředitele Národního divadla Jana Nepomuka Maýra, původem z Mělníka.
Za svou kariéru přeložila celou řadu libret z italštiny, prvním jejím inscenovaným překladem byl roku 1843 ve Stavovském divadle. V následujících letech vytvořila řadu českých překladů oper evropských autorů, především z italštiny a němčiny. Publikovala téměř výhradně pod pseudonymy. Její texty nedosahovaly vysoké umělecké úrovně a byly často terčem divadelních kritiků, jelikož se ale jiných překladů operních textů nedostávalo, udrženy se četné operní překlady Ujkové-Maýrové několik desítek let. Vytvořila velké množství překladů pro repertoár Prozatímního divadla zřízeného roku 1862. Její překlady se hrály rovněž v pražském divadle v Růžové ulici.
Ujková-Maýrová překládala například opery GIoacchina Rossiniho, Giaccoma Meyerbeera, Wolfganga Amadea Mozarta, Gaetana Donizettiho, Alberta Lortzinga či Daniela Aubera.

### Úmrtí
Emílie Ujková-Maýrová zemřela 30. září 1874 v Praze ve věku 54 nebo 55 let. Pohřbena byla v rodinné hrobce Maýrových na Olšanských hřbitovech.

## Rodina
Za Jana Nepomuka Maýra se provdala v Praze v kostele sv. Haštala 4. června 1837. Měli pět synůː Johann (1837), Josef (1839), Jiří (1841), Karel (1843) a Jaroslav (1849). Z nich se hudební profesi regenschoriho věnoval Jiří a nejvyššího postavení dosáhl Karel jako ředitel cukrovaru v Opatovicích nad Labem.
Její příbuznou byla Gabriela Triwaldová, rozená Ujková, autorka a překladatelka zejména kuchařek a textů o vaření.

## Dílo

### Překlady (výběr)
- Figarova svatba, (W. A. Mozart, 1845)
- Troubadour aneb Nalezenec cikánský, (Giuseppe Verdi, 1861)
- Zbrojíř aneb Milovník a sok v jedné osobě, (A. Lortzing)
- Hugenoti čili Krvavá svatba v Paříži (Giacomo Meyerbeer, libreto Eugène Scribe a Émile Deschamps), Stavovské divadlo 1850, Novoměstské divadlo 1873[6]
- Rigoletto (Giuseppe Verdi, 1864)
- Bílá paní (Adrien Boieldieu, E. Scribe), 1866 [7]